# Ras Jedir

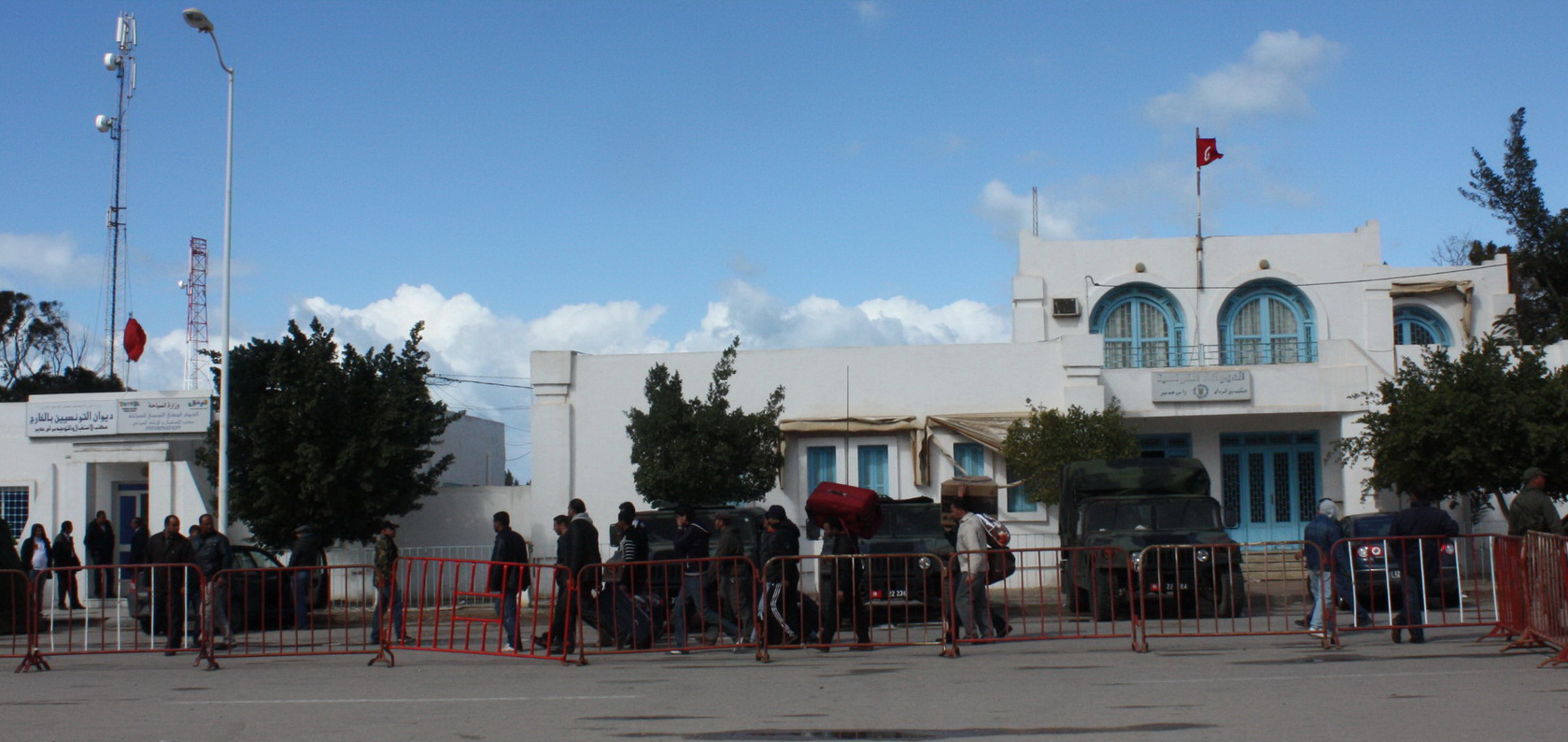
Unités de l'armée tunisienne au poste frontalier de Ras Jedir.

Ras Jedir (arabe : رأس جدير), également orthographié Ras Ajdir ou Ras Jdir, est le nom d'un poste-frontière dans la plaine littorale de la Djeffara, situé au sud-est de la Tunisie et au nord-ouest de la Libye, à 580 kilomètres de Tunis et à 25 kilomètres de la ville tunisienne de Ben Gardane.
Placé sur le grand axe routier de la RN1, il est connu pour être le principal point de passage sur la frontière séparant la Tunisie et la Libye. En 2007, il est fréquenté par un peu plus de 5,791 millions de voyageurs dont 2,99 millions de Tunisiens, 2,625 millions de Libyens, 210 000 Algériens et plus de 35 000 d'autres nationalités.
Lors de la révolte libyenne de 2011, le poste frontière est rallié par plus de 80 000 personnes, dont 31 000 Égyptiens. Les militaires tunisiens accueillent les migrantes et migrants au camp de réfugiés de Choucha situé à 7 kilomètres de la frontière, ou les envoient à l'aéroport de Djerba voire vers le port de Zarzis pour être reconduits dans leur pays de nationalité. Le 26 août 2011, le poste-frontière libyen tombe aux mains des insurgés.